# Европско првенство у фудбалу 2024 — група Ц
Група Ц на Европском првенству 2024. одржана је од 16. до 25. јуна 2024. у Њемачкој, а утакмице су игране у пет градова: Штутгарту, Гелзенкирхену, Минхену, Франкфурту и Келну. У групи су играле Словенија, Данска, Србија и Енглеска. Двије првопласиране репрезентације пласирале су се међу најбољих 16, док су у елиминациону фазу прошле и четири најбоље трећепласиране репрезентације од укупно шест.
Побједник групе Ц у осмини финала играо је са једном од најбоље рангираних трећепласираних репрезентација, а могао је да игра против екипе из група Д, Е и Ф. Другопласирани из групе Ц играо је против побједника групе А, док је трећепласирани из групе Ц могао у осмини финала да игра против побједника група Е и Ф.
Енглеска је завршила на првом мјесту са једном побједом и два ремија и пет освојених бодова, Данска је завршила на другом мјесту са сва три ремија, Словенија на трећем такође са сва три ремија, а Србија на четвртом са два бода, два ремија и једним поразом. Данска и Словенија су имале исто бодова, исту гол-разлику и исти број постигнутих голова, али је Данска завршила на другом мјесту због мање добијених жутих картона, а Словенија се пласирале у елиминациону фазу као једна од четири најбоље трећепласиране репрезентације.

## Тимови
| Позиција на жријебу | Тим       | Шешир | Начин Квалификовања      | Датум Квалификовања | Укупно наступа | Последњи наступ | Најбољи резултат    | Квалификациони ренкинг Новембар 2023. | ФИФА ренкинг Април 2024. | ФИФА ренкинг Април 2024. |
| ------------------- | --------- | ----- | ------------------------ | ------------------- | -------------- | --------------- | ------------------- | ------------------------------------- | ------------------------ | ------------------------ |
| Ц1                  | Словенија | 3     | Другопласирани у Групи Х | 20. новембар 2023.  | 2.             | 2000            | Групна фаза (2000)  | 15                                    | 57                       |                          |
| Ц2                  | Данска    | 2     | Побједник Групе Х        | 17. новембар 2023.  | 10.            | 2020            | Побједник (1992)    | 9                                     | 21                       |                          |
| Ц3                  | Србија    | 4     | Другопласирани у Групи Г | 19. новембар 2023.  | 6.             | 2000            | Финале (1960, 1968) | 19                                    | 33                       |                          |
| Ц4                  | Енглеска  | 1     | Побједник Групе Ц        | 17. октобар 2023.   | 11.            | 2020            | Финале (2020)       | 5                                     | 4                        |                          |

## Резултати

### Прво коло

#### Словенија—Данска
| Словенија | 1 : 1     | Данска      |
| --------- | --------- | ----------- |
| Јанжа 77’ | Извјештај | Ериксен 17’ |

| Словенија | Данска |

#### Србија—Енглеска
| Србија | 0 : 1     | Енглеска     |
| ------ | --------- | ------------ |
|        | Извјештај | Белингам 13’ |

| Србија | Енглеска |

### Друго коло

#### Словенија—Србија
| Словенија     | 1 : 1     | Србија      |
| ------------- | --------- | ----------- |
| Карничник 69’ | Извјештај | Јовић 90+5’ |

| Словенија | Србија |

#### Данска—Енглеска
| Данска     | 1 : 1     | Енглеска |
| ---------- | --------- | -------- |
| Јолман 34’ | Извјештај | Кејн 18’ |

| Данска | Енглеска |

### Треће коло

#### Енглеска—Словенија
| Енглеска | 0 : 0     | Словенија |
| -------- | --------- | --------- |
|          | Извјештај |           |

| Енглеска | Словенија |

#### Данска—Србија
| Данска | 0 : 0     | Србија |
| ------ | --------- | ------ |
|        | Извјештај |        |

| Данска | Србија |

## Табела и статистика
| Мјесто | Екипа     | Играно | Побједа | Неријешено | Пораза | Дао гол. | При. гол. | Гол-разлика | Бодови |
| ------ | --------- | ------ | ------- | ---------- | ------ | -------- | --------- | ----------- | ------ |
| 1.     | Енглеска  | 3      | 1       | 2          | 0      | 2        | 1         | +1          | 5      |
| 2.     | Данска    | 3      | 0       | 3          | 0      | 2        | 2         | 0           | 3      |
| 3.     | Словенија | 3      | 0       | 3          | 0      | 2        | 2         | 0           | 3      |
| 4.     | Србија    | 3      | 0       | 2          | 1      | 1        | 2         | −1          | 2      |

## Фер-плеј
Поени за фер-плеј користе се за одлучивање мјеста на табели у случају истог броја бодова и исте гол-разлике. Тим с мањим бројем негативних поена заузима више мјесто на табели. Поени се рачунају на основу добијених жутих и црвених картона у свакој утакмици групне фазе по следећем принципу:
- жути картон — минус 1 поен;
- други жути картон (индиректан црвени картон) — минус 3 поена;
- директан црвени картон — минус 3 поена;
- жути картон, а затим директан црвени картон — минус 4 поена.

Само једна казна се примјењује за истог играча на једној утакмици.
| Тим       | 1. коло     | 1. коло                       | 1. коло  | 1. коло                | 2. коло     | 2. коло                       | 2. коло  | 2. коло                | 3. коло     | 3. коло                       | 3. коло  | 3. коло                | Поени |
| Тим       | Жути картон | Yellow card · Yellow-red card | Red card | Yellow card · Red card | Жути картон | Yellow card · Yellow-red card | Red card | Yellow card · Red card | Жути картон | Yellow card · Yellow-red card | Red card | Yellow card · Red card | Поени |
| --------- | ----------- | ----------------------------- | -------- | ---------------------- | ----------- | ----------------------------- | -------- | ---------------------- | ----------- | ----------------------------- | -------- | ---------------------- | ----- |
| Енглеска  |             |                               |          |                        | 1           |                               |          |                        | 3           |                               |          |                        | –4    |
| Данска    | 1           |                               |          |                        | 3           |                               |          |                        | 2           |                               |          |                        | –6    |
| Словенија | 3           |                               |          |                        | 2           |                               |          |                        | 2           |                               |          |                        | –7    |
| Србија    | 3           |                               |          |                        | 4           |                               |          |                        | 2           |                               |          |                        | –9    |

1. ↑  Count Укључујући и картоне које су добили чланови техничког особља тима.